# كيفن شوبرت
كيفن شوبرت (بالإنجليزية: Kevin Schubert)‏ هو لاعب دوري الرغبي أسترالي، ولد في 1927 في أستراليا، وتوفي في 23 يناير 2007 في Mona Vale, New South Wales ‏ في أستراليا.